# Gals
Gals (toponimo tedesco; in francese Chules) è un comune svizzero di 800 abitanti del Canton Berna, nella regione del Seeland (circondario del Seeland).

## Geografia fisica
Gals è affacciato sul Lago di Bienne.

## Storia
Nel 1894 la località di Pont-de-Thielle (toponimo francese; in tedesco Zihlbrücke), fino ad allora frazione di Thielle-Wavre, fu assegnata a Gals.

## Monumenti e luoghi d'interesse

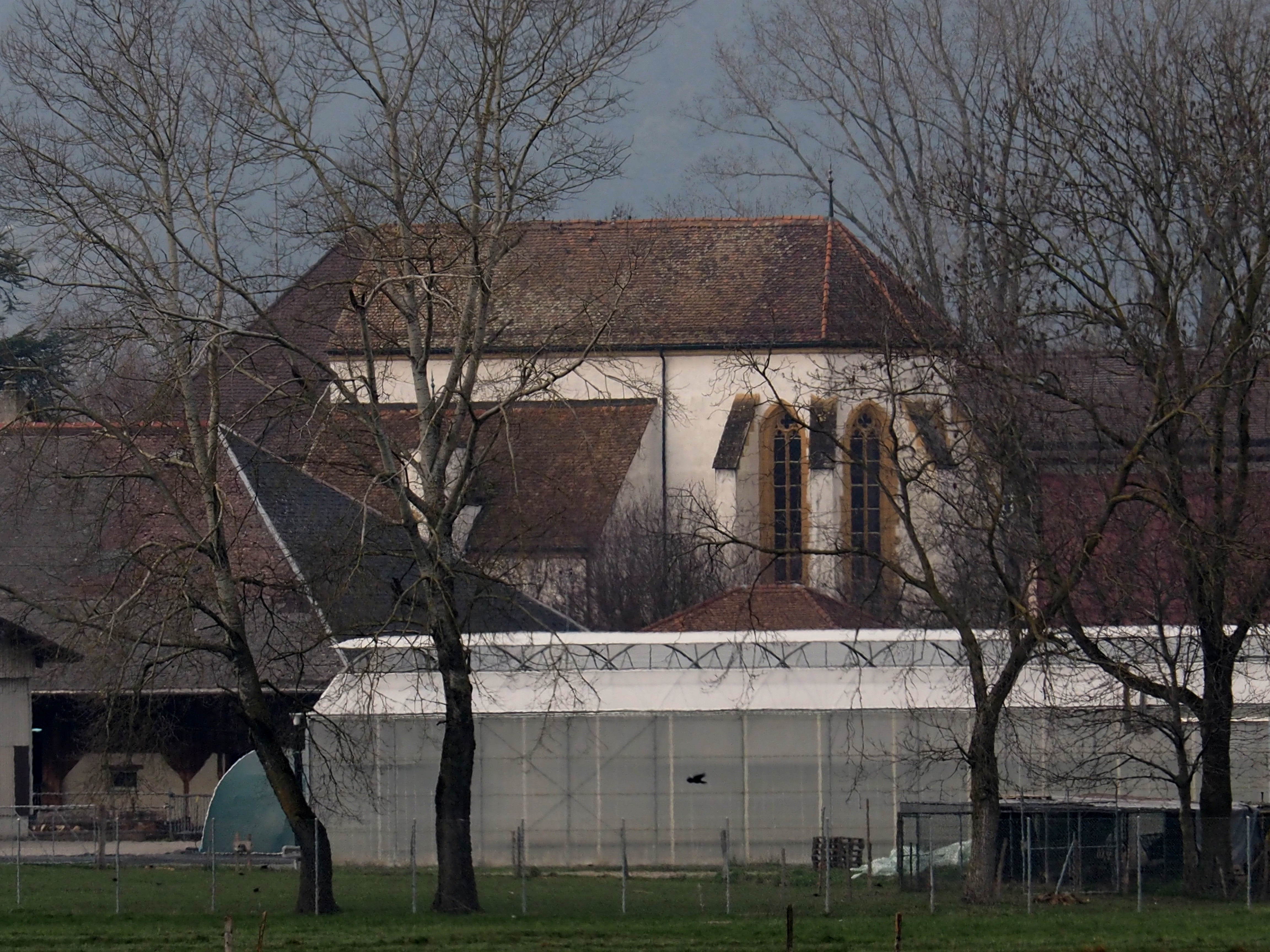
L'ex chiesa conventuale dell'abbazia di Erlach

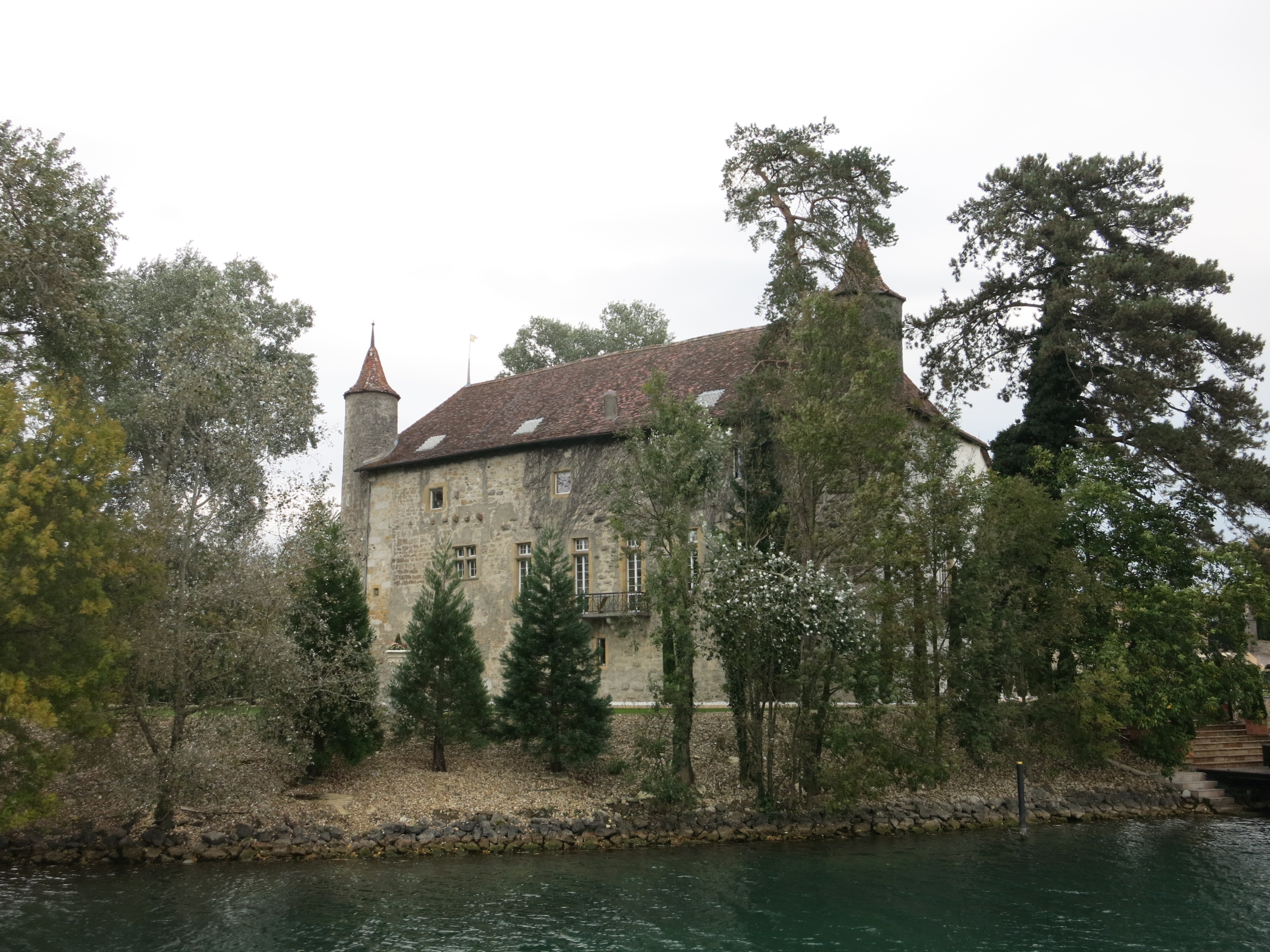
Il castello di Thielle

- Ex abbazia di Erlach, convento benedettino dedicato a San Giovanni Battista (Sankt Johannsen) fondato nel 1093-1103 e soppresso nel 1528[1][3];
- Castello di Thielle in località Pont-de-Thielle, eretto nel 1311 e ricostruito nel 1320-1325[2].

## Società

### Evoluzione demografica
L'evoluzione demografica è riportata nella seguente tabella:
Abitanti censiti

## Infrastrutture e trasporti
Gals è servito dalla stazione di Zihlbrücke sulla ferrovia Berna-Neuchâtel.

## Amministrazione
Ogni famiglia originaria del luogo fa parte del comune patriziale di Gampelen e ha la responsabilità della manutenzione di ogni bene comune.